# August Friedrich von der Droessel
August Friedrich von der Droessel (* 26. Mai 1736 in Schäcksdorf (Landkreis Luckau); † 13. Januar 1803 in Kummerow) war ein preußischer Generalmajor und Chef des Leibkürassierregiments.

## Leben

### Herkunft
Seine Eltern waren Johann Friedrich von der Droessel († 29. Februar 1736) und dessen Ehefrau Sophie Elisabeth, geborene von Drahnsdorff. Sein Vater war der Erbherr von Drahnsdorf und Schäcksdorf sowie Obersteuereinnehmer der Niederlausitz.

### Militärkarriere
Droessel trat zunächst in die Sächsische Armee ein und war 1750 Kadett im Dragonerregiment „Brodowsky“. Er wechselte 1753 in die Preußische Armee und wurde als Gefreitenkorporal im Dragonerregiment „Württemberg“ angestellt. Als Fähnrich nahm Droessel während des Siebenjährigen Krieges an den Schlachten bei Prag, Kolin, Leuthen, Zorndorf und Torgau teil. Dazu wurde er am 1. Oktober 1758 als Sekondeleutnant dem Husarenregiment „von Ziethen“ zugeordnet. Am 20. Dezember 1758 wurde er mit Patent vom 2. Oktober 1758 in das Regiment aufgenommen.
Nach dem Krieg wurde er am 4. Januar 1764 Premierleutnant, am 6. Mai 1768 Stabsrittmeister sowie am 17. Juni 1775 Rittmeister und Eskadronchef. Während des Bayerischen Erbfolgekrieges konnte er sich im Gefecht bei Braunau auszeichnen, wo er einen Offizier und 30 Kroaten gefangen nahm. Am 24. September 1780 wurde er Major, am 9. Juni 1789 Oberstleutnant und am 20. Mai 1791 Oberst. Dann am 29. Juli 1792 wurde er zum Kommandeur des II. Bataillons ernannt. Im Ersten Koalitionskrieg nahm Droessel an der Kanonade von Valmy teil, dazu wurde er am 6. November 1792 Kommandeur des Kürassierregiments „von Dolffs“. Am 24. November 1792 erhielt er den Orden Pour le Mérite. Am 5. März 1797 wurde er zum Chef des Leibkürassierregiments ernannt und zur Observationsarmee nach Westfalen geschickt. Am 24. Mai 1798 wurde er Generalmajor, aber am 16. Juni 1799 erhielt er seine Demission mit einer Pension von 1000 Talern.
Er wurde auf dem Friedhof von Besskow unter einem großen Denkmal beigesetzt.

### Familie
Droessel heiratete 1760 Marie Josephine von Holtoff (* 1741; † 15. März 1788). Nach ihrem Tod heiratet er am 25. Oktober 1789 Susanne Juliane von Beville (* 1769), die Tochter des Generals Gottlieb Ludwig von Beville.